# Montpellier Volley Université Club 2017-2018 (maschile)
Questa voce raccoglie le informazioni riguardanti il Montpellier Volley Université Club nelle competizioni ufficiali della stagione 2017-2018.

## Organigramma societario
Area direttiva
- Presidente: Jean-Charles Cayla, Jean-Louis Cuq

Area tecnica
- Allenatore: Olivier Lecat
- Allenatore in seconda: Romain Guy

## Rosa
| N° | Nome             | Ruolo | Data di nascita  | Nazionalità sportiva |
| -- | ---------------- | ----- | ---------------- | -------------------- |
| 1  | Andrij Djačkov   | S/O   | 28 aprile 1985   | Ucraina              |
| 2  | Clément Diverchy | P     | 6 aprile 1998    | Francia              |
| 3  | Hugo Caporiondo  | P     | 11 gennaio 1995  | Francia              |
| 4  | Kévin Kaba       | C     | 8 giugno 1994    | Francia              |
| 5  | Vladimir Čedić   | C     | 6 ottobre 1987   | Serbia               |
| 6  | Andri Aganits    | C     | 7 settembre 1993 | Estonia              |
| 7  | Gustavo Delgado  | S     | 21 gennaio 1986  | Spagna               |
| 8  | Davide Saitta    | P     | 23 giugno 1987   | Italia               |
| 9  | Jean Patry       | O     | 27 dicembre 1996 | Francia              |
| 11 | Joachim Panou    | O     | 27 agosto 1997   | Francia              |
| 12 | Léo Chevalier    | S     | 11 gennaio 1997  | Francia              |
| 13 | Daryl Bultor     | C     | 17 novembre 1995 | Francia              |
| 14 | Rémi Bassereau   | S     | 26 febbraio 1999 | Francia              |
| 15 | Thiago Sens      | S     | 2 luglio 1985    | Brasile              |
| 16 | Ludovic Duée     | L     | 3 giugno 1991    | Francia              |
| 18 | Damien Barry     | C     | 5 dicembre 1997  | Francia              |
| 19 | Nadir Douib      | L     | 19 giugno 1996   | Francia              |
| 20 | Julien Lecat     | S     | 14 maggio 1999   | Francia              |